# Ludwig Holzer
Ludwig Holzer (* 10. Juni 1891 in Vorau, Steiermark; † 24. April 1968 in Wien) war ein österreichischer Mathematiker und Hochschullehrer.

## Leben
Ludwig Holzer legte 1910 seine Matura in Pula (Istrien, heute zu Kroatien) ab. Von 1910 bis 1915 studierte er Mathematik und Physik an der Technischen Hochschule Graz. In den Folgejahren von 1915 bis 1918 leistete er seinen Militärdienst im Ersten Weltkrieg, zuletzt als Fähnrich. Nach dem Krieg war Ludwig Holzer Assistent an der TH Brünn (Tschechoslowakei). 1917 promovierte er bei Robert Daublebsky von Sterneck dem Jüngeren an der Universität Graz zum Doktor der Philosophie. Seine Dissertation verfasste er zum Thema „Über einige ternäre kubisch homogene diophantische Gleichungen, für die der Unmöglichkeitsbeweis mit Hilfe der quadratischen Zahlkörper i=sqrt(-1), sqrt(3), sqrt(-3) geführt werden kann“.
Holzer war von 1925 bis 1928 wissenschaftliche Hilfskraft und 1928 bis 1935 Assistent an der TH Graz. Seine Lehr- und Forschungsgebiete waren die Zahlentheorie und die Analysis. 1929 wurde er an der TH Graz habilitiert. In den folgenden Jahren arbeitete er als Assistent und Privatdozent an der TH Wien. 1941 wurde er außerordentlicher Professor an der TH Graz. 1952 erhielt er einen Ruf an die Universität Rostock. Hier war er bis 1960 als Professor tätig. Er wirkte an der Rostocker Universität auch als Institutsdirektor und Dekan. Einer seiner Studenten war Lothar Berg, der 1955 bei ihm und Hans Schubert promovierte. Auch nach seiner Emeritierung nahm er weiterhin Lehraufträge in Rostock wahr. 1965 kehrte er in seine österreichische Heimat zurück.

## Schriften
- Übersetzung: D’Ancona, Umberto: Der Kampf ums Dasein: eine biologisch-mathematische Darstellung der Lebensgemeinschaften und biologischen Gleichgewichte. Berlin 1939.
- Mathematik von der Mittelschule zur Hochschule. Graz (u. a.) 1949.
- Zahlentheorie. Teil 1, Leipzig 1958. Teil 2, 1959. Teil 3, 1965.
- Klassenkörpertheorie. Leipzig 1966
- Zur Bestimmung des Lebesgue’schen Maßes linearer Punktmengen, deren Elemente durch systematische Entwicklungen gegeben sind, Graz, 1928
- Minimal Solutions of Diophantine Equations, Canadian Journal of Mathematics, Volume 2, 1950, pp. 238–244